# Los tenores del fútbol
Los tenores del fútbol es un programa emitido por Cable Noticias para Colombia, en el cual se discute sobre temas relacionados con el fútbol en Colombia.

## Historia
El programa surgió como una idea original del humorista Guillermo Díaz Salamanca con el nombre de Los 3 Tenores, motivo por el cual fue demandado por los originales Tres Tenores y el programa fue cambiado de nombre a Los Tenores del Fútbol.
La primera emisión fue el 28 de marzo de 2005, y cada emisión de lunes y viernes por el canal de cable Fox Sports Latinoamérica contó con la presencia de los periodistas deportivos colombianos más importantes: Hernán Peláez, Iván Mejía Álvarez y Carlos Antonio Vélez. El 31 de marzo de 2008 el programa salió del aire debido a discrepacncias entre Díaz Salamanca y Fox Sports.
El programa regresó al aire el 13 de abril de 2009 a través del canal colombiano Cable Noticias en el horario habitual de lunes y viernes a las 21 horas. Actualmente siguen en él Iván Mejía y Carlos Antonio Vélez.

## Contenido
El programa habla sobre temas del fútbol profesional colombiano y la Selección Colombia, principalmente. Se destaca que es un formato innovador en el país así como críticas agudas y a veces mordaces. Asimismo, el estilo periodístico de Los Tenores llega a ser considerado incluso de mayor credibilidad que del otro programa de su género, La Polémica. Sus principales críticos son la nueva generación de periodistas deportivos como Antonio Casale, que afirman como el principal defecto de ellos son las críticas ad hominem.
Justamente, debido a las fuertes críticas hechas por Carlos Antonio Vélez en el programa, el entonces técnico de la Selección Colombia Jorge Luis Pinto entabló una demanda por calumnia ante la Fiscalía General de la Nación.